# یون شیم دوک
یون شیم دوک (کره‌ای: 윤심덕؛ ۲۵ ژوئیه ۱۸۹۷ – ۴ اوت ۱۹۲۶) خواننده کره‌ای بود. او اولین سوپرانوی حرفه‌ای کشور بود.

## نگارخانه

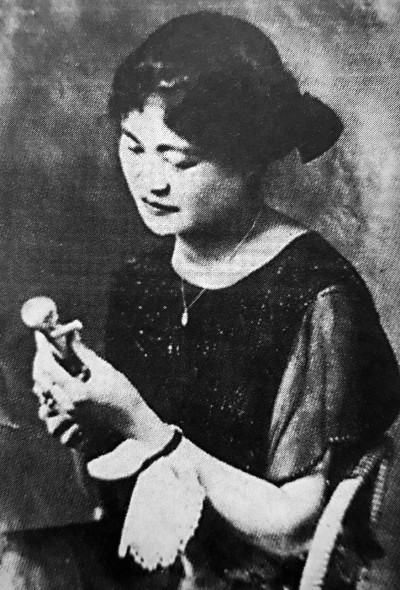
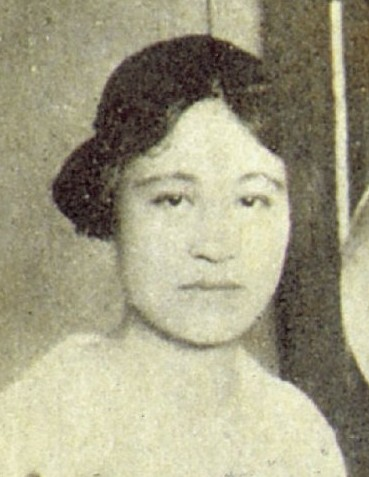
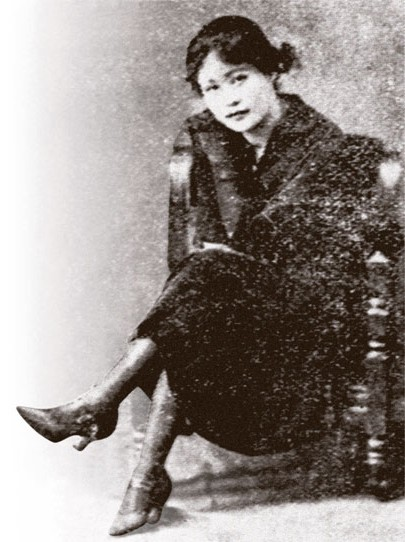
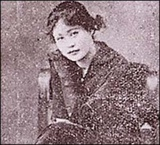